# Valea Stejarului, Maramureș
Valea Stejarului, (în maghiară Disznópataka, în germană Schweinstal), este un sat în comuna Vadu Izei din județul Maramureș, Transilvania, România.

## Istoric
Numele vechi a localității este Valea Porcului. Din 1964 (prin Decretul 799/1964) denumirea de Valea Porcului se modifică în Valea Stejarului. 
Prima atestare documentară: 1387 (Dyznopataka). 
Primul document scris, considerat certificatul de naștere al satului, apare în anul 1326, prin care se adeverește că nobilul Lupu ar primi în posesie satul Valea Porcului, iar la 1 iunie 1360, se amintește că Valea Porcului, împreună cu jumătate din satul românesc SubCetate și satul lui Nan (Nănești), trec, ca dar, în posesiunea lui Vanci și Niegra fiii lui FarkașStan (Stan al Lupului), ca supuși loiali ai regelui. Vanci și nepoții săi au întemeiat apoi satul lui Vanci (Văncești-Oncești) 
"Accesul în sat este dificil. Pe anumite porțiuni drumul se suprapunea albiei văii. Acum vreo 40 de ani când am vizitat acest sat izolat, deși nu departe de oraș l-am întrebat pe primar de ce nu-și fac un drum de acces ca lumea. El mi-a spus -Dumitale ți-oi spune drept. Așa a rămas obiceiul din batrâni , ca să nu ne poată vizita prea usor domnii. Și noi păstram acest obicei că nu-i rău. Dealtfel sînt oameni originali. Ei aflaseră încă demult de la invatatorul Michnea că țara cea mai bine orânduită este aceea unde nu-i rege și căreia i se zice Republică. După Unirea din 1918, pînă tîrziu , mai circula zvonul despre isprava sătenilor din Valea Porcului: ei se declaraseră Republică. "Nu cer de la nimeni nimic și nu vor să dea nimănui nimic." În aces sens încheiară și un protocol care se afla la preotul Iuliu Ardelean. "
Asociația Culturală Pentru Păstrarea Tradițiilor Valea Stejarului  în colaborare cu Consiliul Județean Maramureș, Primăria și Consiliul Local Vadu Izei, a organizat un Simpozion în anul 2019, pentru comemorarea Centenarului Republicii Valea Porcului precum și 100 de ani de la eliberarea Comitatului Maramureș de sub dubla ocupație ruteană și maghiară, lupte care s-au dat în zilele de 16-17 ianuarie 1919 la Podul Vadului, Podul Ronișorii și Cămara. Pentru comemorarea acestor evenimente în memoria eroilor Armatei Române și a Învățătorului Teodor Michnea care a coordonat constituirea Republicii Valea Porcului precum și a preoților care au slujit la biserica din comună, a fost ridicata și sfințită o cruce din lemn în centrul localității.  
Parohia Valea Porcului a fost Parohia principală având ca filie Parohia Vad până în anul 1843. Preoții au locuit până în anul 1835 în Valea Porcului. Ultimul preot care a coordonat Parohia Vad ca filie în perioada 1807-1835 a fost Grigore Botiș. 
Învățământul era bine dezvoltat și încă în anul 1782 în Registrul Conscripțiilor Dicale ale Comunei Valea Porcului existent la SNAJ MM, figurează ”Cantor et Pedagogiy” Kosma Grigor. Cea mai mare amploare a învățământului confesional a fost în perioada învățătorului Teodor Michnea, conform Catalogului anului scolar 1890 fiind înscriși 45 de elevi. Învățătorul Teodor Michnea absolvent al Preparandiei din Sighet în perioada 1870-1878 a publicat Doine, Poezii și Hore Populare din Maramureș în Revistele Șezătoarea și Familia, în același timp cu marii scriitori și poeți ai națiunii: Vasile Alecsandri, B.P.Hașdeu, Mihai Eminescu, Petru Dulfu, Cezar Bolliac etc. 

## Etimologie
Etimologia numelui localității: din Vale (< subst. vale „depresiune” < lat. vallis)
+ Stejar, la gen. (< subst. stejar „specie de arbore" < sl. stežerŭ). 
Denumirea Valea Porcului posibil să provină de la faptul că ținuturile limitrofe localității erau acoperite de păduri de stejar care constituiau un mediu prielnic dezvoltării turmelor de mistreți (porci de pădure în graiul local) fapt care a determinat ani la rând aceste terenuri să constituie domenii de vânătoare. De asemenea pe ștampila comunei Valea Porcului identificată pe documentele oficiale de la Serviciul Județan al Arhivelor Naționale Maramureș, a anului 1901 este reprezentat un mistreț, un stejar și un vânător care stă la pândă.   
1022/1909. évi sz. Hirdetmény ! Disznópatak községben (Máramaros-in.) az 1883: XX. t.-cz. korlátai között gyakorolható vadászati jog 1909. évi julius hú 11-én délután 2 órakor a váncsfalvi körjegyzői irodában 6 egymásután következő évre nyilvános árverésen haszonbérbe fog adatni. Az árverezni szándékozók azzal hivatnak meg, hogy az árverési feltételek a váncsfalvi körjegyzői irodában a hivatalos órák alatt megtekinthetők. Kelt Disznópatak, 1909. évi junius hó 19-én. P. H. Filimon György, II. biró; Márton Miklós, h. körjegyző.--- Vadászlap 30. évfolyam,
Anunțul nr. 1022/1909!  În baza legii XX din 1883 se va organiza licitație pentru închirierea zonei limitrofe a comunei Valea Porcului în scopuri de vânătoare, pe o durată de 6 ani consecutiv. Cei interesați pot consulta condițiile de participare la licitație la biroul primăriei din comuna Vanci, în timpul orelor de program. 19 IUNIE 1909, VALEA PORCULUI, jude Filimon Gheorghe, Marton Miklos-grefier- publicat în ziarul Pagini de vânătoare nr. 30/19.06.1909 

## Demografie
La recensământul din 2011, populația era de 472 locuitori. 

## Monument istoric
- Biserica de lemn „Cuvioasa Paraschiva”.

## Galerie de imagini

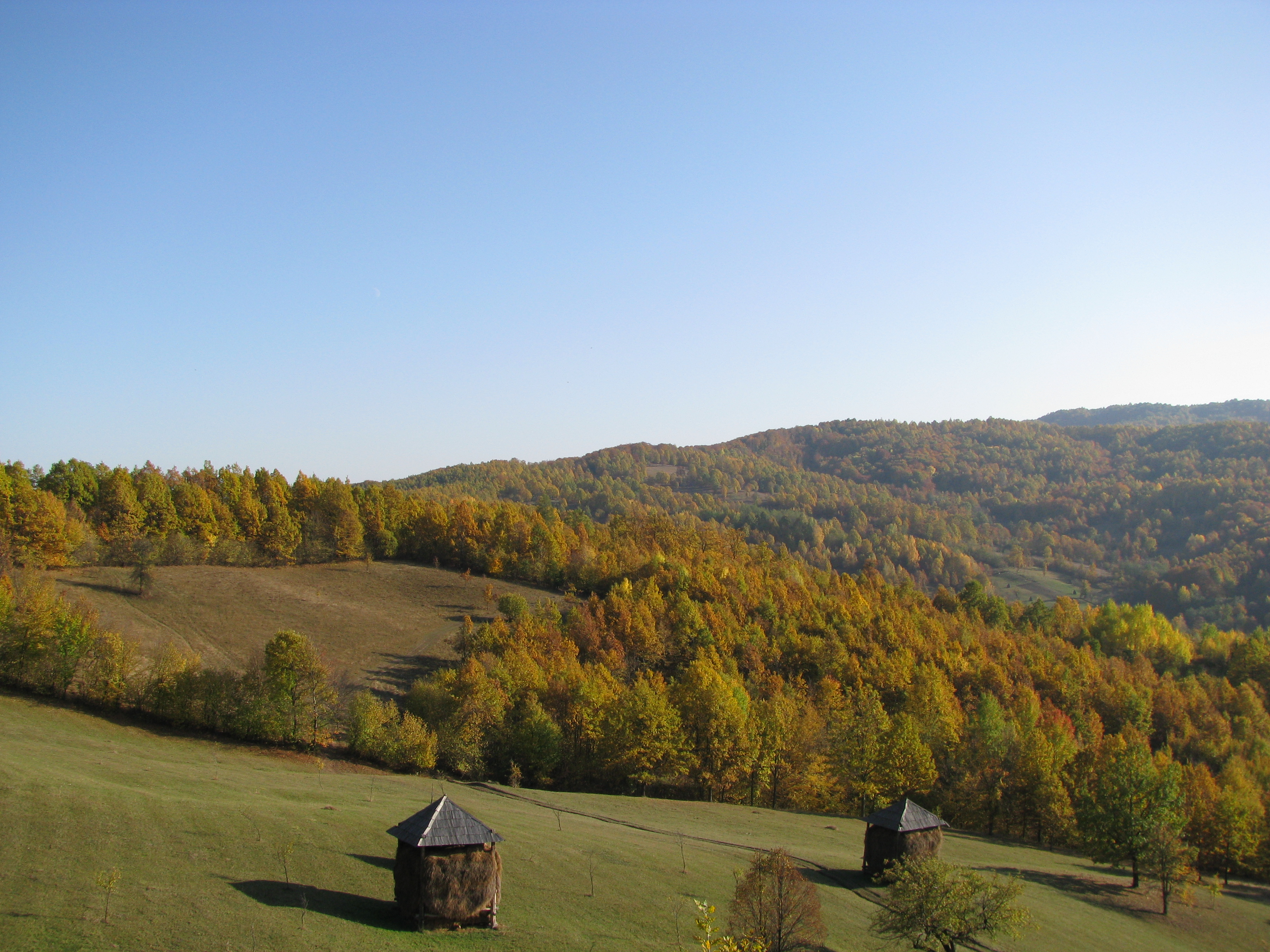
Satul Valea Stejarului (în maghiară Disznópataka falu, din  Maramureş, Transilvania, (după Anton Bacea, 2009)
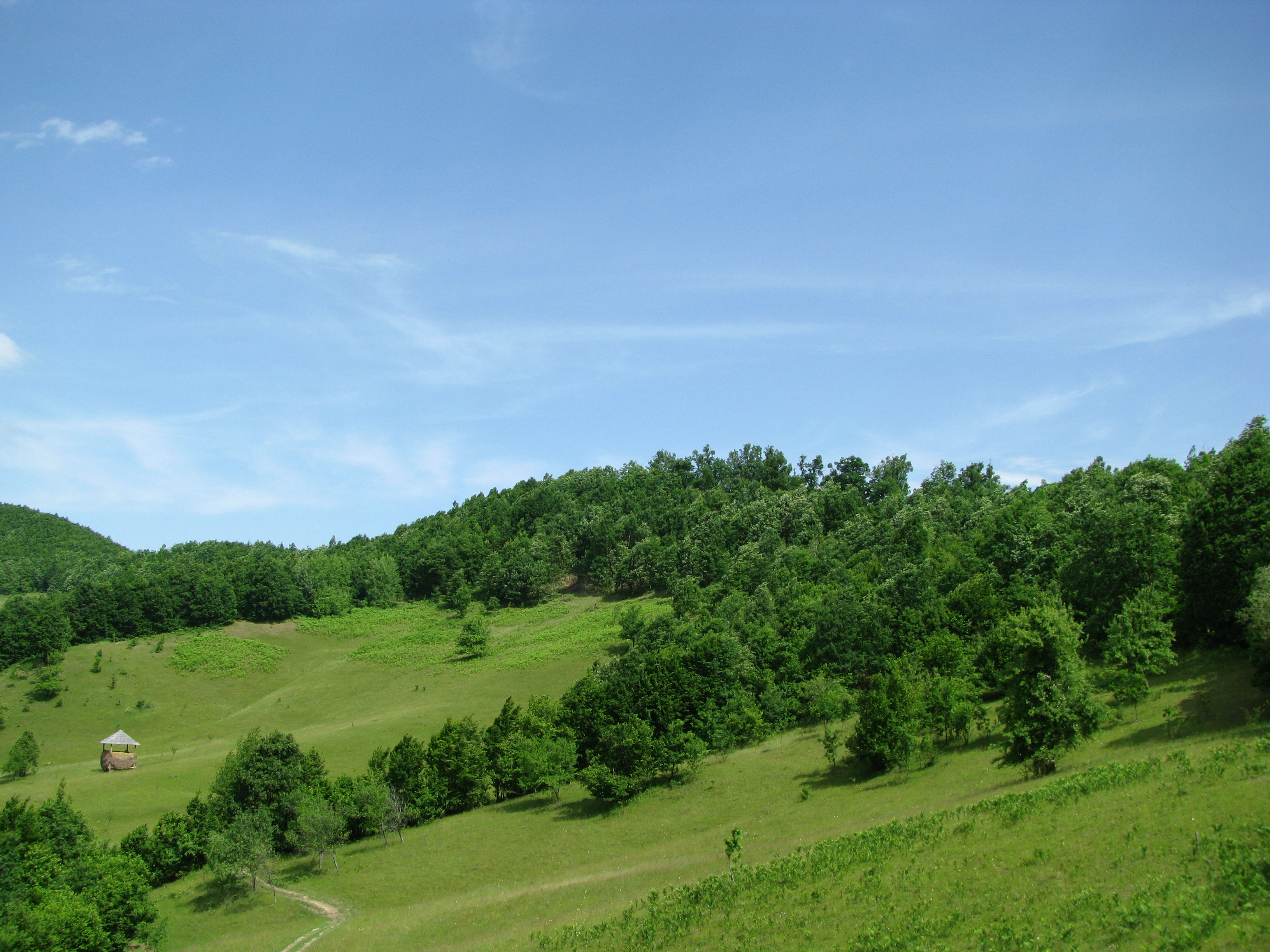
Valea Stejarului (în maghiară Disznópataka, din  Maramureş, Transilvania, (după Anton Bacea, 2009)